# Burmagomphus vermicularis
Burmagomphus vermicularis är en trollsländeart som först beskrevs av Martin 1904.  Burmagomphus vermicularis ingår i släktet Burmagomphus och familjen flodtrollsländor. IUCN kategoriserar arten globalt som livskraftig. Inga underarter finns listade i Catalogue of Life.